# Canelones
Canelones é um departamento do Uruguai localizado na região sul do país. Rodeia o departamento de Montevidéu e limita-se a oeste com San José, ao norte com Florida e ao leste com Lavalleja e Maldonado. Na parte oeste e norte a fronteira com os demais departamentos é determinado pelo rio Santa Lucía, e na parte leste pela Cuchilla Grande e pelo arroio Solís Grande.
Do ponto de vista geográfico-económico e social, compõe-se de três partes:
- Um centro agrícola de cereais, videiras, hortaliças e frutas. Cultivam-se ervas aromáticas, geralmente de forma artesanal e ecológica, e há áreas dedicadas à produção de leite, cujo principal mercado é Montevidéu.
- Ao sul, um cinturão industrial, formado pelas cidades satélites de Montevidéu, cuja principal atividade são as indústrias alimentícias.
- Na faixa costeira sobre o rio de la Plata, denominada "Costa de Oro", possui numerosos subúrbios residenciais de Montevidéu: Shangrilá, Lagomar, Solymar, El Pinar, Salinas, e balneários de veraneio: Marindia, Atlántida, Las Toscas, Parque del Plata, La Floresta, Costa Azul, Bello Horizonte, Guazubirá, Los Titanes, La Tuna, Santa Lucía del Este, Biarritz, Cuchila Alta, Santa Ana, Balneario Argentino y Jaureguiberry, já sobre o arroio Solís Grande, limite com o departamento de Maldonado.

Na fronteira com o departamento de Montevidéu, encontra-se localizado o Aeroporto Internacional de Carrasco. A cidade com maior número de habitantes é Las Piedras, a que se segue Pando. A Costa de Ouro é o centro de atração durante todo o ano. As praias são consideradas boas, e todas têm seu atrativo particular. Cuchilla Alta é famosa por sua cachoeira de água doce.

## História
Canelones foi um dos nove departamentos originais do Uruguai, criados em 1830. Ao longo dos anos, suas fronteiras mudaram pouco.

### Gentílico
As pessoas do departamento, e especialmente da cidade de Canelones, são denominadas canárias pelo fato de que seu povoamento original ter sido composto de imigrantes provenientes das ilhas Canárias, Espanha.

## Principais cidades
- 18 de Mayo
- Canelones
- Cidade da Costa
- El Pinar
- Fraccionamiento Camino Maldonado
- Juan Antonio Artigas
- La Paz
- Las Piedras
- Lomas de Solymar
- Pando
- Paso de Carrasco
- Progreso
- Santa Lucia
- Solymar
- Santa Rosa